# Élections législatives de 1997 en Maine-et-Loire
Les élections législatives françaises de 1997 se déroulent le 25 mai et le 1er juin 1997. Dans le département de Maine-et-Loire, sept députés sont à élire dans le cadre de sept circonscriptions.

## Élus
| Circonscription | Député sortant                                 | Parti | Parti      | Député élu ou réélu  | Parti | Parti      |
| --------------- | ---------------------------------------------- | ----- | ---------- | -------------------- | ----- | ---------- |
| 1re             | Roselyne Bachelot                              |       | RPR        | Roselyne Bachelot    |       | RPR        |
| 2e              | Hubert Grimault                                |       | UDF (FD)   | Hubert Grimault      |       | UDF (FD)   |
| 3e              | Christian Martin suppléant d'Edmond Alphandéry |       | UDF (FD)   | Christian Martin     |       | UDF (FD)   |
| 4e              | Jean Bégault                                   |       | UDF (AD)   | Jean-Michel Marchand |       | Les Verts  |
| 5e              | Maurice Ligot                                  |       | UDF (AD)   | Maurice Ligot        |       | UDF (AD)   |
| 6e              | Alain Levoyer suppléant de Hervé de Charette   |       | UDF (PPDF) | Hervé de Charette    |       | UDF (PPDF) |
| 7e              | Marc Laffineur                                 |       | UDF (AD)   | Marc Laffineur       |       | UDF (AD)   |

## Résultats

### Résultats à l'échelle du département
| Parti          | Parti                                     | Premier tour | Premier tour | Second tour | Second tour | Sièges |
| Parti          | Parti                                     | Voix         | %            | Voix        | %           | Sièges |
| -------------- | ----------------------------------------- | ------------ | ------------ | ----------- | ----------- | ------ |
|                | Union pour la démocratie française        | 95 832       | 30,34        | 140 496     | 43,42       | 5      |
|                | Rassemblement pour la République          | 27 843       | 8,81         | 40 319      | 12,46       | 1      |
|                | La Droite indépendante                    | 14 339       | 4,54         |             |             | 0      |
|                | Divers droite                             | 12 284       | 3,89         | Retrait     | Retrait     | 0      |
|                | Droite parlementaire                      | 150 298      | 47,58        | 180 815     | 55,88       | 6      |
|                |                                           |              |              |             |             |        |
|                | Parti socialiste                          | 67 534       | 21,38        | 126 621     | 39,13       | 0      |
|                | Parti communiste français                 | 17 170       | 5,44         |             |             | 0      |
|                | Les Verts                                 | 13 536       | 4,29         | 16 157      | 4,99        | 1      |
|                | Divers gauche                             | 1 713        | 0,54         |             |             | 0      |
|                | Mouvement des citoyens                    | 491          | 0,16         | 0           |             |        |
|                | Gauche plurielle                          | 100 444      | 31,80        | 142 778     | 44,12       | 1      |
|                |                                           |              |              |             |             |        |
|                | Front national                            | 32 799       | 10,38        |             |             | 0      |
|                | Extrême gauche dont LCR, LO, AREV et SÉGA | 15 438       | 4,89         | 0           |             |        |
|                | Divers écologiste dont LT-LNÉ et MÉI      | 13 835       | 4,38         | 0           |             |        |
|                | Divers                                    | 3 050        | 0,97         | 0           |             |        |
|                |                                           |              |              |             |             |        |
| Inscrits       | Inscrits                                  | 486 379      | 100,00       | 486 364     | 100,00      | 7      |
| Abstentions    | Abstentions                               | 145 307      | 29,88        | 140 798     | 28,95       |        |
| Votants        | Votants                                   | 341 072      | 70,12        | 345 566     | 71,05       |        |
| Blancs et nuls | Blancs et nuls                            | 25 208       | 7,39         | 21 973      | 6,36        |        |
| Exprimés       | Exprimés                                  | 315 864      | 92,61        | 323 593     | 93,64       |        |

### Résultats par circonscription

#### Première circonscription (Angers-Est)
| Candidat       | Candidat                          | Parti             | Premier tour | Premier tour | Second tour | Second tour |  |
| Candidat       | Candidat                          | Parti             | Voix         | %            | Voix        | %           |  |
| -------------- | --------------------------------- | ----------------- | ------------ | ------------ | ----------- | ----------- |  |
|                | Roselyne Bachelot sortante réélue | RPR               | 17 536       | 38,63        | 25 153      | 53,1        |  |
|                | Isabelle Galesne                  | PS                | 11 738       | 25,86        | 22 218      | 46,9        |  |
|                | Jean-Philippe Motte               | FN                | 4 936        | 10,87        |             |             |  |
|                | Christian Kieffer                 | LDI (MPF)         | 2 372        | 5,23         |             |             |  |
|                | André Riéra                       | PCF               | 2 158        | 4,75         |             |             |  |
|                | Didier Testu                      | LO                | 1 868        | 4,11         |             |             |  |
|                | Bruno Paumard                     | GÉ                | 1 513        | 3,33         |             |             |  |
|                | Michel Bouyer                     | Divers écologiste | 1 261        | 2,78         |             |             |  |
|                | Xavier Roux                       | AREV              | 1 138        | 2,51         |             |             |  |
|                | Jean-Luc Godet                    | LCR               | 756          | 1,67         |             |             |  |
|                | André Le Méner                    | Divers droite     | 120          | 0,26         |             |             |  |
|                | Florence Lecomte                  | Divers            | 0            | 0            |             |             |  |
|                |                                   |                   |              |              |             |             |  |
| Inscrits       | Inscrits                          | Inscrits          | 71 407       | 100,00       | 71 407      | 100,00      |  |
| Abstentions    | Abstentions                       | Abstentions       | 23 026       | 32,25        | 21 240      | 29,74       |  |
| Votants        | Votants                           | Votants           | 48 381       | 67,75        | 50 167      | 70,26       |  |
| Blancs et nuls | Blancs et nuls                    | Blancs et nuls    | 2 985        | 6,17         | 2 796       | 5,57        |  |
| Exprimés       | Exprimés                          | Exprimés          | 45 396       | 93,83        | 47 371      | 94,43       |  |

#### Deuxième circonscription (Angers-Sud)
| Candidat       | Candidat                      | Parti             | Premier tour | Premier tour | Second tour | Second tour |  |
| Candidat       | Candidat                      | Parti             | Voix         | %            | Voix        | %           |  |
| -------------- | ----------------------------- | ----------------- | ------------ | ------------ | ----------- | ----------- |  |
|                | Hubert Grimault sortant réélu | UDF (FD)          | 17 516       | 35,66        | 26 270      | 51,75       |  |
|                | Jean-Claude Boyer             | PS                | 12 049       | 24,53        | 24 495      | 48,25       |  |
|                | Jean Quélennec                | FN                | 4 972        | 10,12        |             |             |  |
|                | Jean-Claude Gazeau            | PCF               | 3 515        | 7,16         |             |             |  |
|                | François Leduc                | LDI (MPF)         | 2 540        | 5,17         |             |             |  |
|                | Olivier Bulard                | Les Verts         | 2 147        | 4,37         |             |             |  |
|                | Philippe Lebrun               | LO                | 1 875        | 3,82         |             |             |  |
|                | Jacqueline Lecomte            | GÉ                | 1 238        | 2,52         |             |             |  |
|                | Nicolas Douaneau              | Divers écologiste | 914          | 1,86         |             |             |  |
|                | Michel Novotny                | US4J              | 769          | 1,57         |             |             |  |
|                | Éric du Petit-Thouars         | Divers            | 597          | 1,22         |             |             |  |
|                | Louis-Frédéric Dabouis        | LCR               | 495          | 1,01         |             |             |  |
|                | Daniel Salé                   | MDC               | 491          | 1            |             |             |  |
|                |                               |                   |              |              |             |             |  |
| Inscrits       | Inscrits                      | Inscrits          | 75 721       | 100,00       | 75 718      | 100,00      |  |
| Abstentions    | Abstentions                   | Abstentions       | 22 910       | 30,26        | 21 562      | 28,48       |  |
| Votants        | Votants                       | Votants           | 52 811       | 69,74        | 54 156      | 71,52       |  |
| Blancs et nuls | Blancs et nuls                | Blancs et nuls    | 3 693        | 6,99         | 3 391       | 6,26        |  |
| Exprimés       | Exprimés                      | Exprimés          | 49 118       | 93,01        | 50 765      | 93,74       |  |

#### Troisième circonscription (Saumur-Nord)
| Candidat       | Candidat                       | Parti          | Premier tour | Premier tour | Second tour | Second tour |  |
| Candidat       | Candidat                       | Parti          | Voix         | %            | Voix        | %           |  |
| -------------- | ------------------------------ | -------------- | ------------ | ------------ | ----------- | ----------- |  |
|                | Christian Martin sortant réélu | UDF (FD)       | 14 475       | 37,48        | 20 871      | 51,53       |  |
|                | Pierre Guibert                 | PS             | 11 684       | 30,25        | 19 632      | 48,47       |  |
|                | René Lacalmette                | FN             | 4 410        | 11,42        |             |             |  |
|                | Dannie Verger                  | PCF            | 2 600        | 6,73         |             |             |  |
|                | Emmanuel de Mandat-Grancey     | LDI (CNIP)     | 2 115        | 5,48         |             |             |  |
|                | Yves Le Thielleux              | Divers         | 1 151        | 2,98         |             |             |  |
|                | Jean-Louis Bousquet            | GÉ             | 1 150        | 2,98         |             |             |  |
|                | Élisabeth Trillon              | Les Verts      | 1 035        | 2,68         |             |             |  |
|                |                                |                |              |              |             |             |  |
| Inscrits       | Inscrits                       | Inscrits       | 61 103       | 100,00       | 61 102      | 100,00      |  |
| Abstentions    | Abstentions                    | Abstentions    | 18 887       | 30,91        | 17 751      | 29,05       |  |
| Votants        | Votants                        | Votants        | 42 216       | 69,09        | 43 351      | 70,95       |  |
| Blancs et nuls | Blancs et nuls                 | Blancs et nuls | 3 596        | 8,52         | 2 848       | 6,57        |  |
| Exprimés       | Exprimés                       | Exprimés       | 38 620       | 91,48        | 40 503      | 93,43       |  |

#### Quatrième circonscription (Saumur-Sud)
| Candidat       | Candidat                 | Parti                             | Premier tour | Premier tour | Second tour | Second tour |  |
| Candidat       | Candidat                 | Parti                             | Voix         | %            | Voix        | %           |  |
| -------------- | ------------------------ | --------------------------------- | ------------ | ------------ | ----------- | ----------- |  |
|                | Jean-Pierre Pohu         | RPR                               | 10 307       | 24,15        | 15 166      | 34,32       |  |
|                | Louis Robineau           | UDF (FD)                          | 10 295       | 24,12        | 12 862      | 29,11       |  |
|                | Jean-Michel Marchand élu | Divers écologiste (Les Verts, PS) | 8 687        | 20,35        | 16 157      | 36,57       |  |
|                | Marc Lyoen               | FN                                | 5 254        | 12,31        |             |             |  |
|                | Michel Raimbault         | PCF                               | 2 702        | 6,33         |             |             |  |
|                | Alain Pouplet            | LDI (MPF)                         | 2 369        | 5,55         |             |             |  |
|                | Jean-Michel Bonsergent   | GÉ                                | 1 762        | 4,13         |             |             |  |
|                | Stéphane Baudouin        | Divers                            | 1 302        | 3,05         |             |             |  |
|                |                          |                                   |              |              |             |             |  |
| Inscrits       | Inscrits                 | Inscrits                          | 66 519       | 100,00       | 66 514      | 100,00      |  |
| Abstentions    | Abstentions              | Abstentions                       | 20 335       | 30,57        | 19 566      | 29,42       |  |
| Votants        | Votants                  | Votants                           | 46 184       | 69,43        | 46 948      | 70,58       |  |
| Blancs et nuls | Blancs et nuls           | Blancs et nuls                    | 3 506        | 7,59         | 2 763       | 5,89        |  |
| Exprimés       | Exprimés                 | Exprimés                          | 42 678       | 92,41        | 44 185      | 94,11       |  |

#### Cinquième circonscription (Cholet)
| Candidat       | Candidat                    | Parti          | Premier tour | Premier tour | Second tour | Second tour |  |
| Candidat       | Candidat                    | Parti          | Voix         | %            | Voix        | %           |  |
| -------------- | --------------------------- | -------------- | ------------ | ------------ | ----------- | ----------- |  |
|                | Maurice Ligot sortant réélu | UDF (AD)       | 10 184       | 23,1         | 23 496      | 53,22       |  |
|                | Antoine Mouly               | PS             | 9 996        | 22,67        | 20 654      | 46,78       |  |
|                | Gilles Bourdouleix          | diss. UDF      | 8 903        | 20,19        | Retrait     | Retrait     |  |
|                | Roger Baudry                | FN             | 4 958        | 11,24        |             |             |  |
|                | Michel Tanty                | Divers droite  | 3 261        | 7,4          |             |             |  |
|                | Jean-Paul Gouraud           | PCF            | 1 995        | 4,52         |             |             |  |
|                | Gilles Barrault             | LO             | 1 910        | 4,33         |             |             |  |
|                | Christian Arc               | Les Verts      | 1 667        | 3,78         |             |             |  |
|                | Nathalie Bodier             | GÉ             | 752          | 1,71         |             |             |  |
|                | Madeleine Jamet             | LT-LNÉ         | 469          | 1,06         |             |             |  |
|                |                             |                |              |              |             |             |  |
| Inscrits       | Inscrits                    | Inscrits       | 68 238       | 100,00       | 68 237      | 100,00      |  |
| Abstentions    | Abstentions                 | Abstentions    | 20 872       | 30,59        | 20 679      | 30,3        |  |
| Votants        | Votants                     | Votants        | 47 366       | 69,41        | 47 558      | 69,7        |  |
| Blancs et nuls | Blancs et nuls              | Blancs et nuls | 3 271        | 6,91         | 3 408       | 7,17        |  |
| Exprimés       | Exprimés                    | Exprimés       | 44 095       | 93,09        | 44 150      | 92,83       |  |

#### Sixième circonscription (Angers-Ouest - Beaupréau)
| Candidat       | Candidat                        | Parti             | Premier tour | Premier tour | Second tour | Second tour |  |
| Candidat       | Candidat                        | Parti             | Voix         | %            | Voix        | %           |  |
| -------------- | ------------------------------- | ----------------- | ------------ | ------------ | ----------- | ----------- |  |
|                | Hervé de Charette sortant réélu | UDF (PPDF)        | 25 530       | 47,77        | 33 062      | 62,12       |  |
|                | Dominique Brossier              | PS                | 11 315       | 21,17        | 20 159      | 37,88       |  |
|                | Philippe Boret                  | FN                | 4 873        | 9,12         |             |             |  |
|                | Marie-Luc Lefeuvre-Justeau      | LDI (MPF)         | 2 962        | 5,54         |             |             |  |
|                | Didier Lize                     | LO                | 2 232        | 4,18         |             |             |  |
|                | Marc Gicquel                    | SÉGA              | 2 124        | 3,97         |             |             |  |
|                | Claudi Ménard                   | PCF               | 1 758        | 3,29         |             |             |  |
|                | Louis-Marie Bosseau             | Divers écologiste | 1 327        | 2,48         |             |             |  |
|                | Régis Bonsergent                | GÉ                | 1 317        | 2,46         |             |             |  |
|                |                                 |                   |              |              |             |             |  |
| Inscrits       | Inscrits                        | Inscrits          | 79 324       | 100,00       | 79 320      | 100,00      |  |
| Abstentions    | Abstentions                     | Abstentions       | 20 955       | 26,42        | 22 170      | 27,95       |  |
| Votants        | Votants                         | Votants           | 58 369       | 73,58        | 57 150      | 72,05       |  |
| Blancs et nuls | Blancs et nuls                  | Blancs et nuls    | 4 931        | 8,45         | 3 929       | 6,87        |  |
| Exprimés       | Exprimés                        | Exprimés          | 53 438       | 91,55        | 53 221      | 93,13       |  |

#### Sixième circonscription (Angers - Segré)
| Candidat       | Candidat                     | Parti             | Premier tour | Premier tour | Second tour | Second tour |  |
| Candidat       | Candidat                     | Parti             | Voix         | %            | Voix        | %           |  |
| -------------- | ---------------------------- | ----------------- | ------------ | ------------ | ----------- | ----------- |  |
|                | Marc Laffineur sortant réélu | UDF (AD)          | 17 832       | 41,94        | 23 935      | 55,15       |  |
|                | Daniel Chéret                | PS                | 10 752       | 25,29        | 19 463      | 44,85       |  |
|                | Albert Toulouze              | FN                | 3 396        | 7,99         |             |             |  |
|                | Michel Baujon                | PCF               | 2 442        | 5,74         |             |             |  |
|                | Christine Bernier-Dupréelle  | LDI (MPF)         | 1 981        | 4,66         |             |             |  |
|                | Marie-Louise Dupas           | LO                | 1 917        | 4,51         |             |             |  |
|                | Frédéric Quittet             | GÉ                | 1 257        | 2,96         |             |             |  |
|                | Gérard Nussmann              | SÉGA              | 1 123        | 2,64         |             |             |  |
|                | Jacques Roger                | US4J              | 944          | 2,22         |             |             |  |
|                | Gérard Thénier               | Divers écologiste | 875          | 2,06         |             |             |  |
|                |                              |                   |              |              |             |             |  |
| Inscrits       | Inscrits                     | Inscrits          | 64 067       | 100,00       | 64 066      | 100,00      |  |
| Abstentions    | Abstentions                  | Abstentions       | 18 322       | 28,6         | 17 830      | 27,83       |  |
| Votants        | Votants                      | Votants           | 45 745       | 71,4         | 46 236      | 72,17       |  |
| Blancs et nuls | Blancs et nuls               | Blancs et nuls    | 3 226        | 7,05         | 2 838       | 6,14        |  |
| Exprimés       | Exprimés                     | Exprimés          | 42 519       | 92,95        | 43 398      | 93,86       |  |